# フガ島
フガ島（フガとう、Fuga）は、フィリピンのバブヤン諸島の島の一つ。
カガヤン州アパリの町に属す。2000年の国勢調査によれば人口1,786人、312世帯。

## 地理
面積は約70平方キロメートル（長さ22キロメートル、幅6キロメートル）。珊瑚礁に囲まれる。
島全体がフガ島のバランガイに属し、周辺の小島もこの地区に属している。

## 開発と安全保障
島を所有する企業が2019年4月、中華人民共和国企業が20億ドルを投資して島にスマートシティを建設する計画に合意した。フガ島は約350キロメートル北方に台湾をにらむ要衝であることや、フィリピンがスプラトリー諸島（南沙諸島）を巡り中国と領土問題を抱えていることから、この計画に対して安全保障面で警戒する動きもある。フガ島にフィリピン沿岸警備隊は13基の灯台設置を、フィリピン海軍は分遣隊の駐屯をそれぞれ表明。デルフィン・ロレンザーナ国防相は地元当局に計画に関する書類の提出を要求した。